# Southeast Tacoma/Johnson Creek megállóhely
Southeast Tacoma/Johnson Creek megállóhely a Metropolitan Area Express narancssárga vonalának, valamint a TriMet autóbuszainak megállója az Oregon állambeli Portland Sellwood kerületében, illetve Milwaukie Ardenwald kerületének vonzáskörzetében.
A 99E út és a délnyugati Tacoma utca mentén elhelyezkedő megálló középperonos kialakítású; egykor a helytől nem messze működött a gyapjúgyár, ma pedig a Goodwill Bins üzlet van annak helyén. A közelben egy Walmart is épült volna, de ezt a helyi lakosok ellenezték.

## Autóbuszok
- 34 – Linwood/River Rd (Oregon City Transit Center◄►Clackamas Town Center Transit Center)[3]
- 99 – Macadam/McLoughlin (Pioneer Square◄►Clackamas Community College Park & Ride)[4]

| Előző állomás                            |  | Metropolitan Area Express |  | Következő állomás                      |
| ---------------------------------------- |  | ------------------------- |  | -------------------------------------- |
| Milwaukie/Main Sttovább SE Park Ave felé |  | Narancssárga vonal        |  | SE Bybee Blvdtovább Union Station felé |

## Fordítás
- Ez a szócikk részben vagy egészben  a   Southeast Tacoma/Johnson Creek MAX Station című angol Wikipédia-szócikk ezen változatának fordításán alapul.  Az eredeti cikk szerkesztőit annak laptörténete sorolja fel. Ez a jelzés csupán a megfogalmazás eredetét és a szerzői jogokat jelzi, nem szolgál a cikkben szereplő információk forrásmegjelöléseként.